# Krápěl

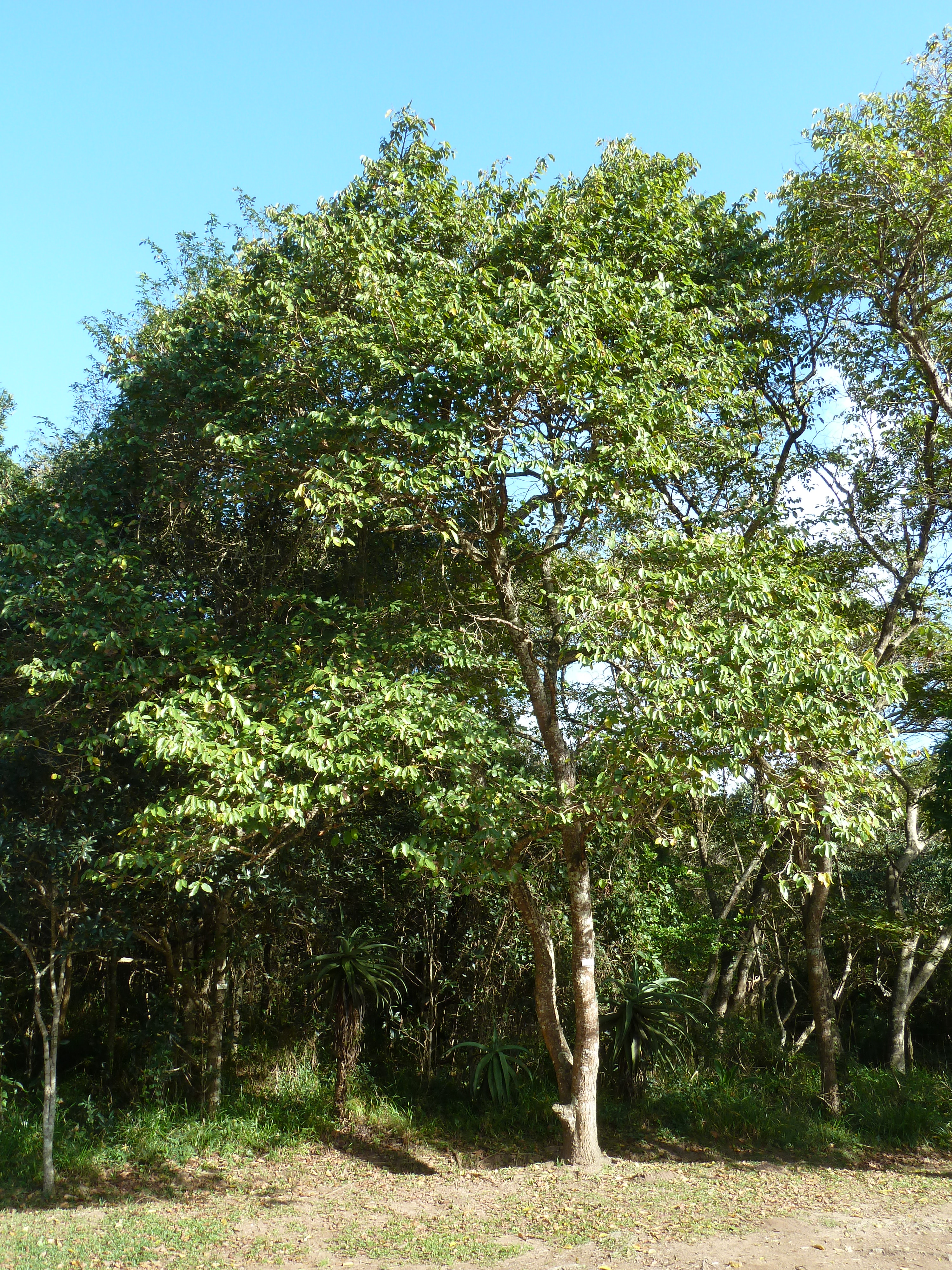
Bridelia micrantha v Jihoafrické republice

Krápěl (Bridelia) je rod rostlin z čeledi smuteňovité (Phyllanthaceae). Jsou to stromy a keře s jednoduchými střídavými listy a nenápadnými drobnými květy v úžlabních klubkách. Plodem je většinou peckovice připomínající bobuli. Rod zahrnuje asi 50 druhů a je rozšířen v tropech a subtropech Starého světa. Řada afrických a asijských druhů je využívána v domorodé medicíně, některé jsou těženy pro tvrdé a těžké dřevo nebo mají jedlé plody.

## Popis
Krápěle jsou jednodomé nebo řidčeji dvoudomé stromy a keře, někdy s trnitými větvemi. Malajský druh Bridelia whitmorei je dřevnatá liána, některé druhy jsou šplhavé keře.
Listy jsou jednoduché, střídavé, víceméně celokrajné, řapíkaté, s palisty a zpeřenou žilnatinou. Květy jsou drobné, jednopohlavné, přisedlé nebo stopkaté, se žláznatým diskem, uspořádané v úžlabních klubkách. Kvetoucí větévky někdy postrádají listy a připomínají hroznovité květenství.
Kalich i koruna jsou pětičetné, korunní lístky bývají šupinovité a menší než kališní. V samčích květech je 5 tyčinek s nitkami na bázi srostlými ve sloupek a zakrnělý semeník (pistillodium). Samičí květy obsahují svrchní semeník srostlý ze 2 plodolistů nebo řidčeji jednoplodolistový, nesoucí volné nebo na bázi srostlé, na vrcholu celistvé nebo dvouklané čnělky (stylodia).
Plodem je peckovice, často připomínající bobuli (pseudobobule), výjimečně pukavá tobolka. Plody obsahují 1 nebo 2 semena s podélnou rýhou.

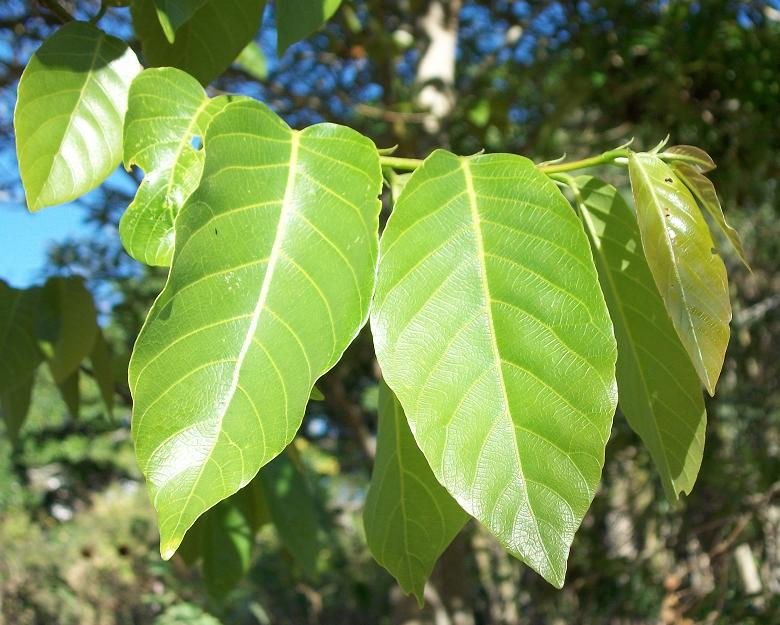
Olistění Bridelia micrantha
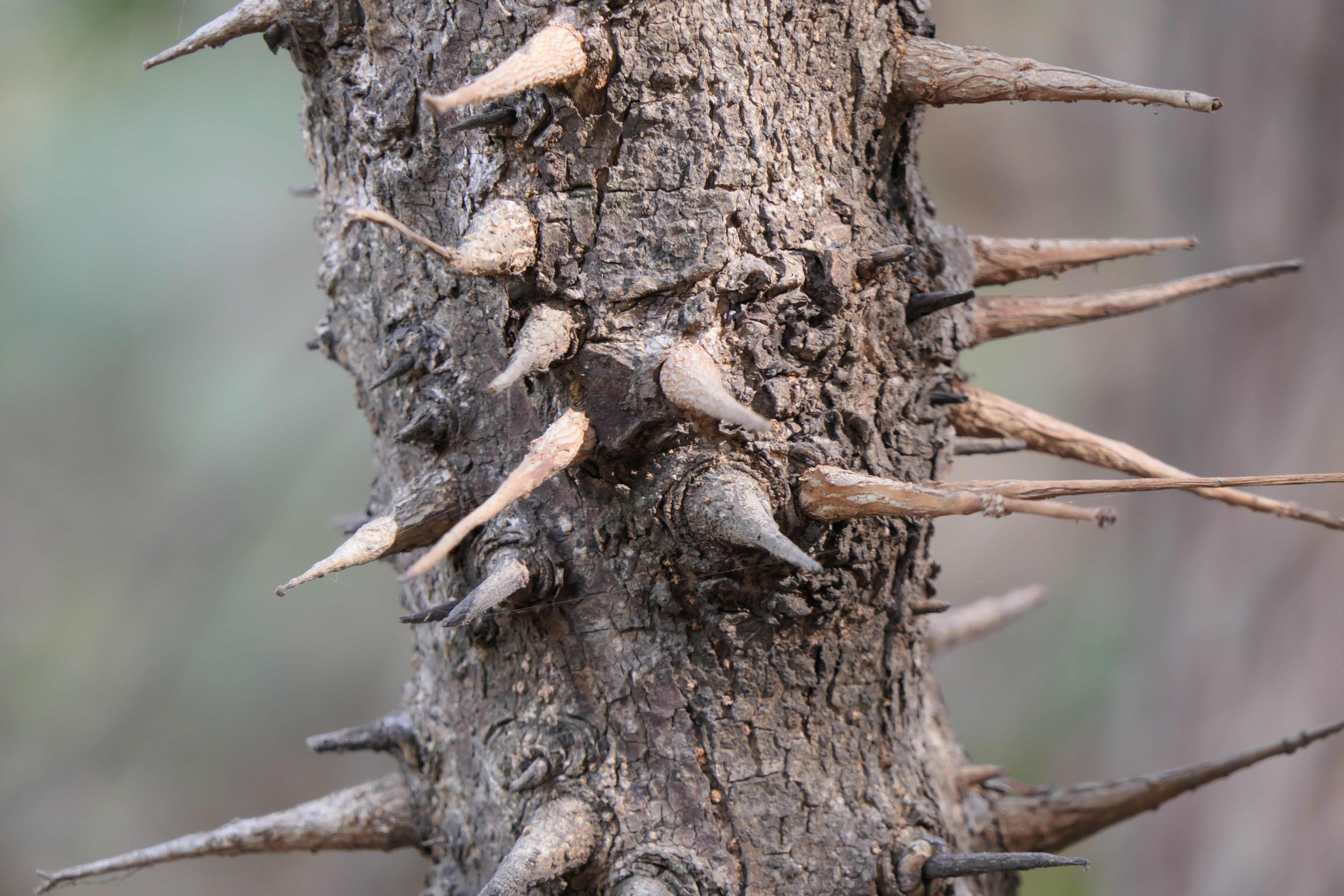
Otrněný kmínek Bridelia retusa
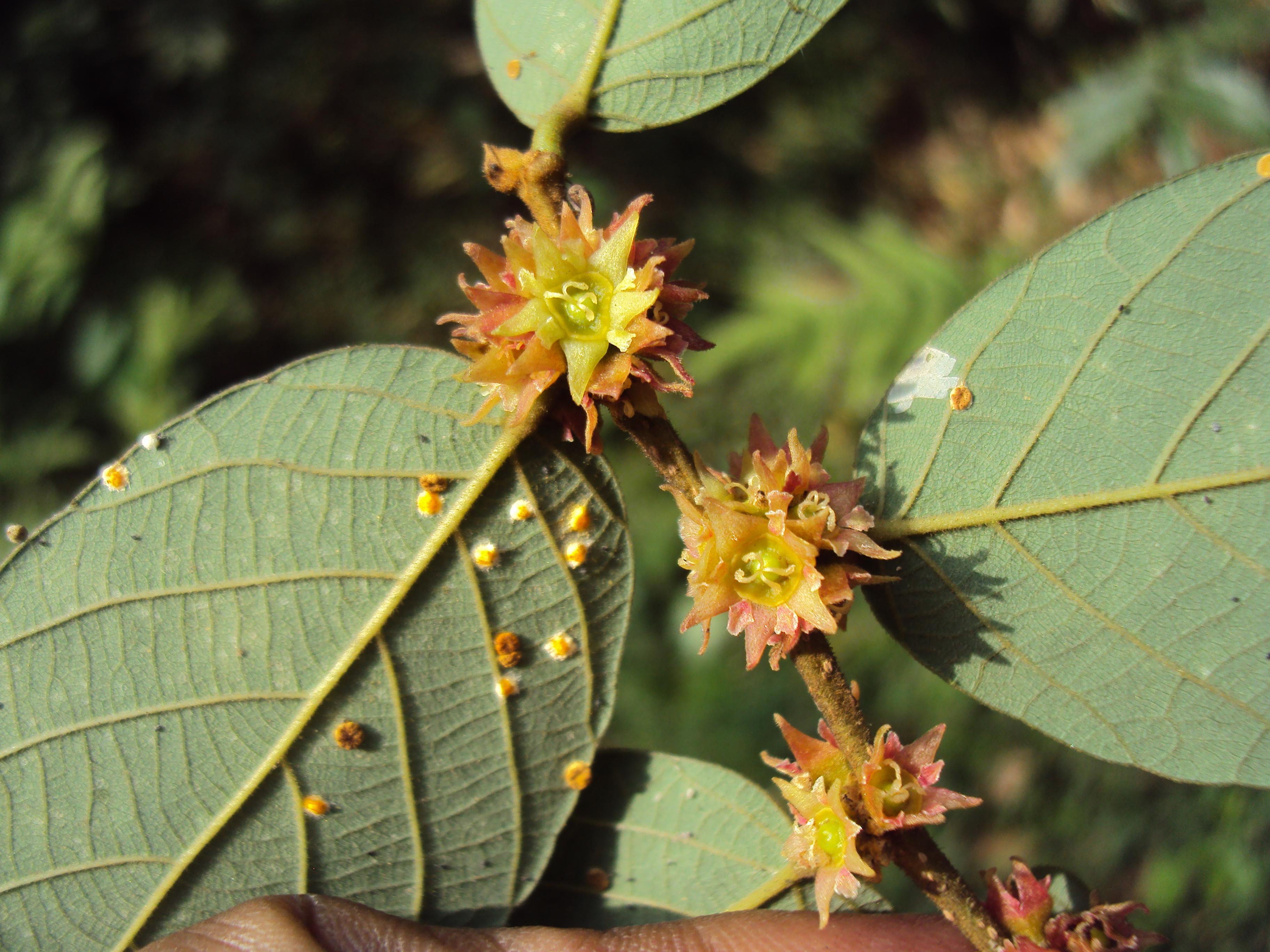
Kvetoucí větévka Bridelia stipularis
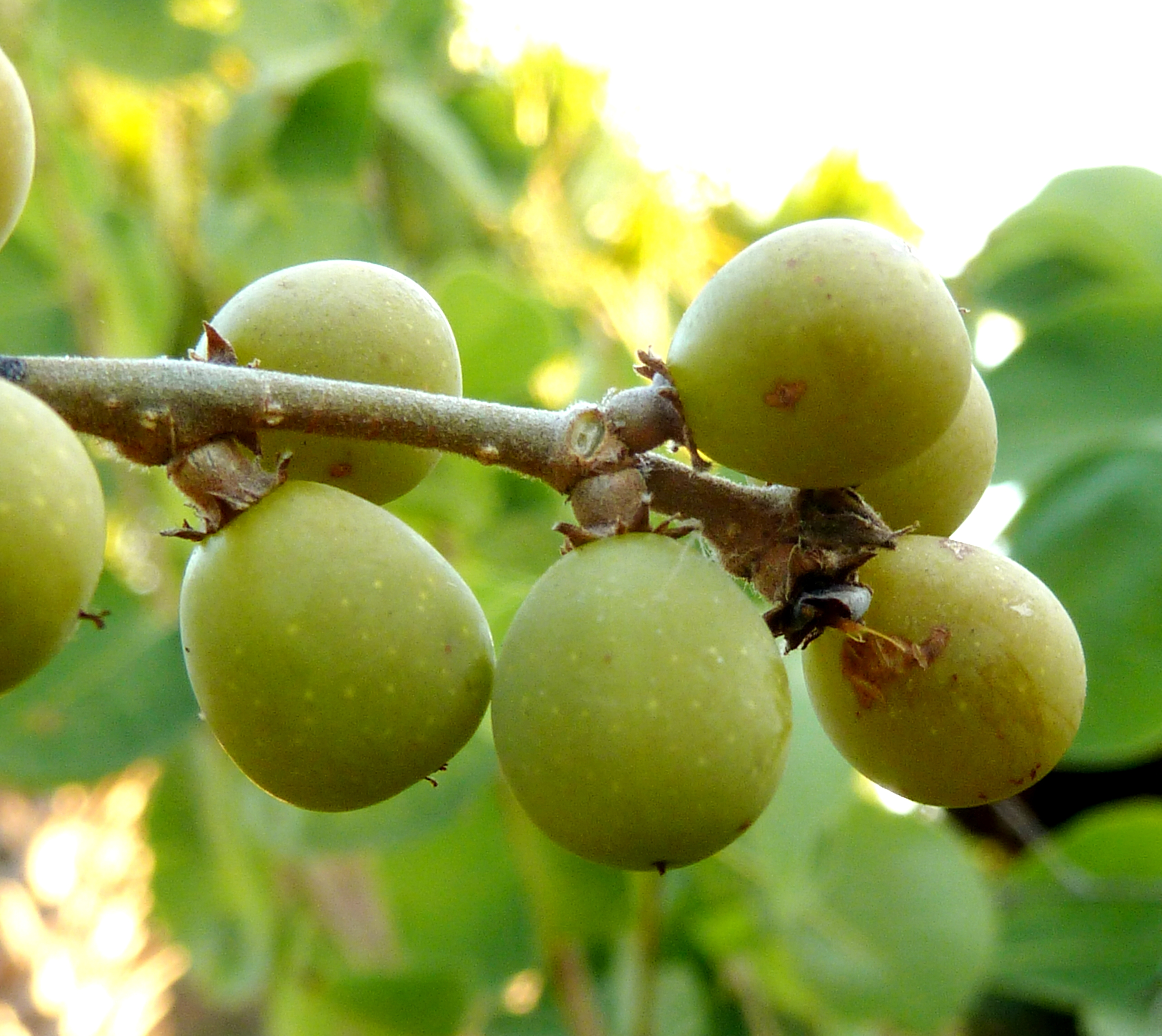
Plody Bridelia mollis

## Rozšíření
Rod krápěl zahrnuje asi 50 druhů a je rozšířen v tropech a subtropech Starého světa. Areál rozšíření sahá od subsaharské Afriky přes Indický subkontinent, jižní Čínu a Indočínu po jihovýchodní Asii a Austrálii. Centrum druhové diverzity je v tropické Asii a subsaharské Africe, kde roste přibližně srovnatelné množství druhů. Bridelia scleroneura zasahuje ze severovýchodní Afriky i na jih Arabského poloostrova (Jemen). Z Madagaskaru jsou udávány 3 druhy, z Austrálie 4. Bridelia insulana zasahuje i na souostroví Vanuatu v nejzápadnější oblasti Tichomoří.
V Asii rostou v primárních i sekundárních lesních porostech, a to jako stromy dosahující korunního patra i jako nižší stromy a keře v lesním podrostu.

## Ekologické interakce
Drobné a málo nápadné květy krápělí produkují nektar a navštěvují a opylují je převážně mouchy, zejména bzučivky. Plody jsou zdrojem potravy pro širokou paletu nespecializovaných plodožravých ptáků a savců, kteří se podílejí na šíření semen.
Na listech různých druhů se živí housenky pestré palety všelijakých druhů motýlů zejména z čeledí babočkovití (Athyma nefte, Charaxes castor, Polyura narcaea aj.), modráskovití (Acytolepis puspa, Phlyaria heritsia, Udara albocaeruleus) a soumračníkovití (Abantis paradisea, Parosmodes morantii) a četných druhů můr včetně některých martináčů a lišajů.

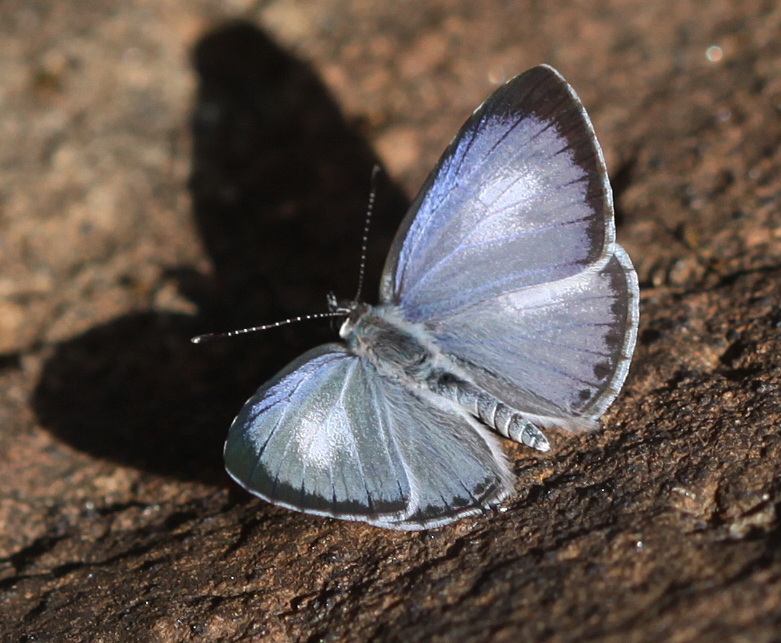
Modrásek Acytolepis puspa
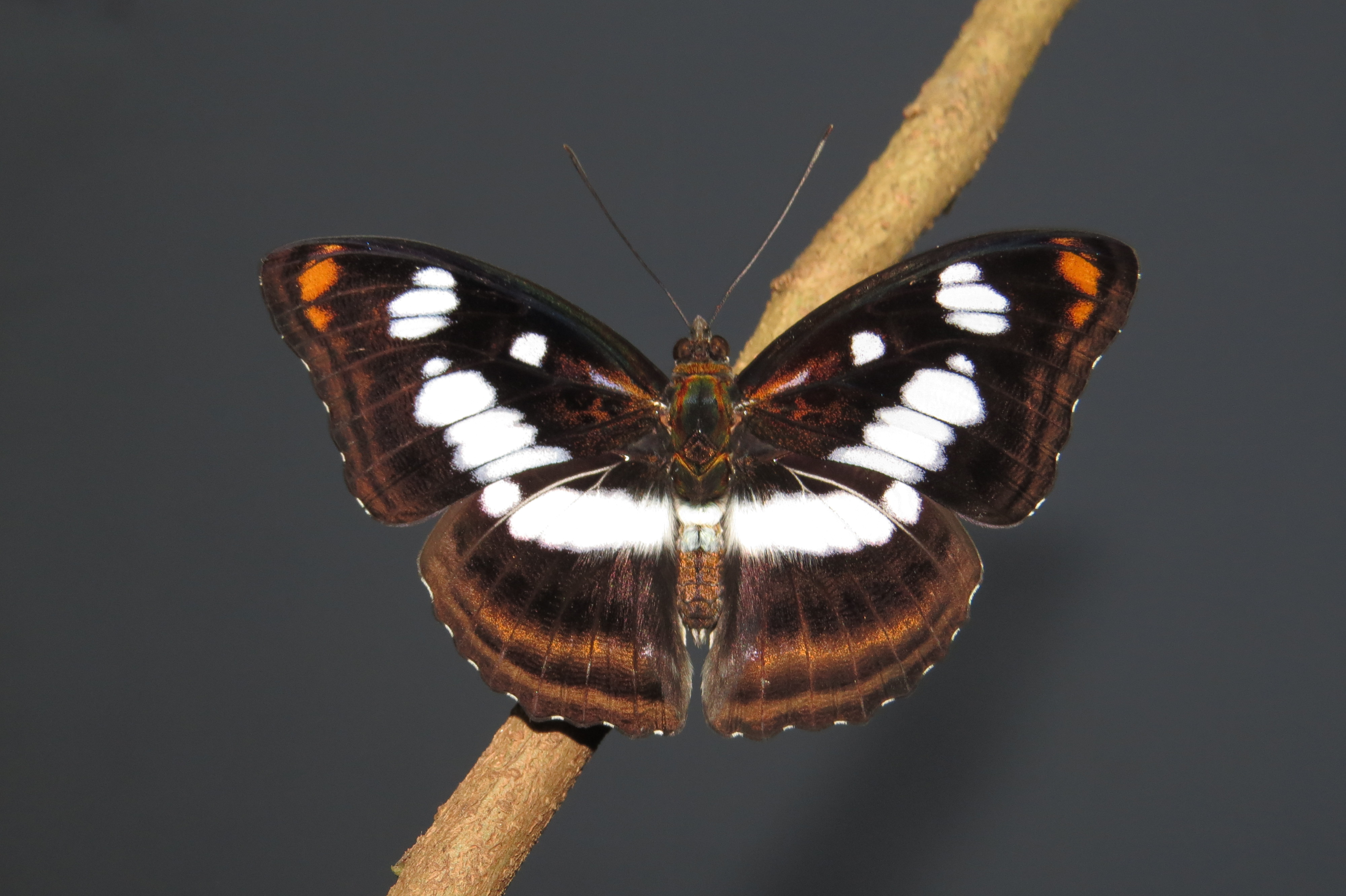
Babočkovitý motýl Athyma nefte

## Taxonomie a etymologie
Rod Bridelia je v rámci čeledi Phyllanthaceae řazen do podčeledi Phyllanthoideae, tribu Bridelieae a podtribu Pseudolachnostylidinae. Mezi blízce příbuzné rody náleží Cleistanthus (134 druhů v tropech Starého světa) a monotypické africké rody Pentabrachion a Pseudolachnostylis.
Rod byl pojmenován na počest švýcarského botanika jménem Samuel Elisée Bridel-Brideri (1762-1828).

## Význam
Plody některých druhů jsou jedlé, mezi jinými asijské Bridelia retusa a africké Bridelia cathartica. Některé druhy jsou jedovaté.
Četné druhy jsou využívány v domorodé medicíně k léčení pestré palety neduhů. Používají se jako projímadlo, k léčbě syfilis a traumatických zranění, k vypuzení střevních parazitů aj. V Asii jsou využívány zejména druhy Bridelia insulana, B. montana, B. retusa, B. stipularis, B. tomentosa, v Africe B. atroviridis, B. brideliifolia, B. cathartica, B. ferruginea, B. micrantha aj.
Některé robustnější druhy jsou těženy pro tvrdé a poměrně těžké dřevo. Jádrové dřevo bývá olivově šedohnědé a v čerstvém stavu je ostře odděleno od žlutohnědé běli. Mívá jemnou, stejnoměrnou strukturu a lze je leštit do vysokého lesku. V Malajsii je obchodováno pod názvem kenidai. Používá se pro dekorativní účely, na zemědělské nářadí, držadla nástrojů a tyčovinu. Jeho širší využití bývá omezeno malým průměrem kmenů.